# Chiara Costazza
Chiara Costazza (Trente, 6 mei 1984) is een Italiaanse alpineskiester. Ze nam viermaal deel aan de Olympische Winterspelen, maar behaalde geen medaille.

## Carrière
Costazza maakte haar wereldbekerdebuut in december 2002 tijdens de slalom in Lenzerheide. Ze stond voor het eerst op het podium van een wereldbekerwedstrijd op 10 november 2007 toen ze 3e eindigde in de slalom van Reiteralm. Later dat jaar won ze de wereldbekerslalom in Lienz.
Costazza nam in 2006 een eerste keer deel aan de Olympische Winterspelen.  Op de slalom eindigde ze op de 8e plaats.  Vier jaar later, op de Olympische Winterspelen in Vancouver viel Costazza uit in de tweede manche van de slalom.

## Resultaten

### Olympische Spelen
| Jaar | Plaats      | Resultaten  |
| ---- | ----------- | ----------- |
| 2006 | Turijn      | 8e Slalom   |
| 2010 | Vancouver   | DNF2 Slalom |
| 2014 | Sotsji      | DNF2 Slalom |
| 2018 | Pyeongchang | 9e Slalom   |

### Wereldkampioenschappen
| Jaar | Plaats            | Resultaten  |
| ---- | ----------------- | ----------- |
| 2005 | Bormio            | DNF2 Slalom |
| 2007 | Åre               | DNF2 Slalom |
| 2013 | Schladming        | 14e Slalom  |
| 2015 | Vail/Beaver Creek | 16e Slalom  |
| 2017 | Sankt Moritz      | DNF1 Slalom |
| 2019 | Åre               | 20e Slalom  |

### Wereldbeker

#### Eindklasseringen
| Seizoen   | Algm | SL  |
| --------- | ---- | --- |
| 2004/2005 | 90e  | 40e |
| 2005/2006 | 37e  | 12e |
| 2006/2007 | 50e  | 13e |
| 2007/2008 | 27e  | 7e  |
| 2008/2009 | 108e | 48e |
| 2009/2010 | 66e  | 22e |
| 2010/2011 | 114e | 51e |
| 2011/2012 | 95e  | 39e |
| 2012/2013 | 69e  | 28e |
| 2013/2014 | 50e  | 17e |
| 2014/2015 | 43e  | 15e |
| 2015/2016 | 68e  | 24e |
| 2016/2017 | 40e  | 9e  |
| 2017/2018 | 52e  | 19e |
| 2018/2019 | 47e  | 15e |